# مطبخ غزة الخيري
مطبخ غزة الخيري هو منظمة شعبية تأسست في بيت لاهيا، غزة، لتوفير الغذاء للفلسطينيين المعرضين لخطر المجاعة أثناء حرب غزة. تأسست منظمة "أنقذوا الأطفال" في أوائل عام 2024 على يد الأخوين هاني ومحمود المدهون، حيث قام محمود بتنسيق الأنشطة على الأرض بينما دعم هاني المنظمة من الولايات المتحدة من خلال جمع التبرعات عبر الإنترنت. في أبريل 2024، أفادوا بأنهم يقدمون خدماتهم لـ 3000 شخص يوميًا، لكن عملياتهم في الأشهر اللاحقة تأثرت بشدة بالحصار الإسرائيلي على غزة. في 30 نوفمبر 2024، أعلن مطبخ غزة الخيري أن محمود قُتل في غارة جوية إسرائيلية بطائرة بدون طيار في ذلك الصباح.

## خلفية
أسس مطبخ غزة الخيري على يد الأخوين هاني ومحمود المدهون. هاني، مدير الأعمال الخيرية لوكالة الأمم المتحدة لإغاثة وتشغيل اللاجئين الفلسطينيين في الشرق الأدنى (الأونروا) في الولايات المتحدة الأمريكية، يعيش في ولاية فرجينيا، في حين يعيش معظم أفراد عائلته في بيت لاهيا. وتواصل هاني مع المسؤولين الأميركيين بخصوص نقص الغذاء في غزة، لكنه أعرب عن عدم رضاه عن ردهم. أصبح قلقًا بشكل متزايد في ديسمبر 2023، بعد أن علم أن الفلسطينيين مثل أخته سماح يصنعون الخبز من علف الحيوانات.
في السابق، كان محمود يبيع الهواتف المحمولة، لكن قوات الجيش الإسرائيلي قصفت متجره. في ديسمبر 2023، اعتقلت قوات الجيش الإسرائيلي محمود وثلاثة أقارب آخرين من الذكور في غزة. تعرف عليه هاني من خلال صور الرجال المعصوبي الأعين الذين اعتقلهم الجيش الإسرائيلي. بعد أن تحدث هاني عن اعتقال محمود لوسائل الإعلام الأمريكية وعلى مواقع التواصل الاجتماعي، تم إطلاق سراح محمود. في مقال رأي بصحيفة واشنطن بوست، روى محمود كيف تم "تجريده من ملابسه الداخلية وعرضه مع رجال آخرين معصوبي العينين في البرد مثل حيوانات السيرك" وكتب أنه لم يكن أي من الرجال المعتقلين من المتشددين. وقال أيضًا لبي بي إس أن هذه التجربة ألهمته لمساعدة الآخرين.
لقد فقد محمود وهاني ما لا يقل عن 150 فردًا من أفراد العائلة في الحرب، بما في ذلك شقيقهما ماجد وزوجته وأطفالهما الأربعة.

## تاريخ

### 2024
في أوائل عام 2024، بدأ محمود وهاني مطبخ غزة الخيري في بيت لاهيا. في يومه الأول، قام مطبخ الحساء بإطعام 150 أسرة، وزاد العدد إلى 3000 شخص يوميًا بحلول أبريل 2024. لدعم جهودهم، أنشأ هاني حملة غو فاند مي، لجمع 2 مليون دولار بحلول ديسمبر 2024. وينقل الأموال بصعوبة بالغة بسبب البنية التحتية المالية المتضررة في غزة.
محمود، رئيس الطهاة حتى مقتله في غارة جوية إسرائيلية بطائرة بدون طيار، كان يتلقى المساعدة من أقاربه، بما في ذلك والدته وشقيقته فاتن. للحصول على المكونات، يقوم مطبخ غزة للحساء بالمقايضة أو البحث عن الطعام أو شراءه بتكلفة عالية. إن البحث عن الطعام في غزة أمر خطير؛ وأفاد محمود بأنه تعرض لإطلاق نار أثناء محاولته الحصول على المكونات. معظم الوجبات نباتية وتتضمن أطعمة مثل الكوسة والبطاطس والعدس أو الخبيزة. بسبب نقص الوقود، يتم إعداد الوجبات على نار الخشب.
وقال محمود للصحفيين إن العائلات تأتي إلى مطبخ الحساء في الصباح للانتظار في طوابير للحصول على توزيع الطعام في المساء. بالنسبة للعديد من الناس، يعد مطبخ الحساء هو المصدر الوحيد للغذاء. وبالإضافة إلى توفير الطعام، قال هاني إن مطبخ غزة الخيري يساعد على تحسين الصحة العقلية للأشخاص الذين يخدمهم.
في شهر مارس، أفاد مطبخ غزة الخيري أنهم بدأوا في توفير الطعام لمستشفى كمال عدوان. وفي الشهر نفسه، افتتحوا موقعًا آخر في رفح، تديره شقيقة هاني ومحمود، نيفين. تم إغلاق المطبخ لاحقًا بسبب الهجوم الإسرائيلي على رفح.
ونشرت صحيفة واشنطن بوست مقالا لمحمود في أبريل/نيسان، كتب فيه أنه سيعمل على إطعام جيرانه لأطول فترة ممكنة. وأضاف: "سنستمر في خدمة مجتمعنا، متذكرين أنه عندما فشل كل شيء مع الفلسطينيين، فإن الأرض لم تفشل".
في شهر سبتمبر، افتتح مطبخ غزة الخيري مدرسة للأطفال المحليين في بيت لاهيا. وبما أن العديد من المباني المدرسية دمرت في الغارات الجوية الإسرائيلية أو أعيد استخدامها كمخيمات للاجئين، فقد كانت مدرسة مطبخ غزة الخيري تقع في مبنى تجاري. ووضعوا على السطح لافتة مكتوب عليها: "المدرسة. من فضلكم لا تقصفوا" باللغتين العبرية والإنجليزية. في يوم 3 نوفمبر، هاجمت قوات الدفاع الإسرائيلية المبنى، مما أدى إلى إحداث ثقب في السقف وتدمير الأثاث الموجود بداخله.
في أكتوبر/تشرين الأول، بدأت إسرائيل حصار شمال غزة، والذي أدى إلى مقتل وجرح أكثر من 13 ألف فلسطيني وفقًا لمسؤولي غزة. صرح مسؤولون من الأمم المتحدة والولايات المتحدة بأن المساعدات التي تصل إلى شمال غزة أثناء الحصار لم تكن كافية. بحلول شهر نوفمبر، لم يعد مطبخ غزة قادرًا على خدمة العديد من الأسر التي كانت بحاجة إلى الطعام.
بعد أن أدت غارة جوية إسرائيلية بطائرة بدون طيار إلى مقتل محمود في نوفمبر/تشرين الثاني، واصل مطبخ غزة الخيري عمله. اعتبارًا من ديسمبر 2024، يضم مطبخ غزة الخيري حوالي 45 موظفًا يعملون في مواقع متعددة في الشمال والجنوب.

### 2025
في مارس/آذار 2025، تصاعد الحصار الإسرائيلي على قطاع غزة، مما أدى إلى منع دخول كافة المواد الغذائية والمساعدات إلى غزة وتفاقم الأزمة الإنسانية هناك. وبحلول شهر أبريل/نيسان، أفاد هاني بأن إمدادات مطبخ غزة الحساء قد استنفدت بشكل خطير وسوف تنفد خلال بضعة أسابيع. ولعدم توفر الطعام الطازج، فقد كانوا يقدمون في المقام الأول المعكرونة والأرز واللحوم المعلبة. وقد قدر أنهم كانوا قادرين على إطعام حوالي 80% فقط من الأشخاص الذين جاءوا لتناول الوجبات.

## ضربات طائرات بدون طيار إسرائيلية

### نوفمبر 2024
في 30 نوفمبر 2024، أعلن مطبخ غزة الخيري أن الجيش الإسرائيلي قتل محمود في غارة بطائرة بدون طيار في ذلك الصباح. وقال شاهد عيان إنه ومحمود كانا في طريقهما لتقديم المساعدات إلى مستشفى كمال عدوان عندما هاجمت طائرة مسيرة تابعة لجيش الاحتلال محمود. حاول شاهد العيان نقل محمود إلى المستشفى، ولكن تم إطلاق النار عليهم. ترك محمود خلفه زوجته وسبعة أطفال، من بينهم طفل حديث الولادة وطفل آخر أصيب بطائرة رباعية المراوح إسرائيلية.
كما قُتل عمال الإغاثة من منظمة المطبخ العالمي المركزي ومنظمة إنقاذ الطفولة على يد إسرائيل في ذلك اليوم.

### ردود الفعل
في بيان على وسائل التواصل الاجتماعي، كتبت منظمة مطبخ غزة أن محمود " استُهدف واغتيل" و"قُتل بسبب تفانيه الثابت في حل مشاكل مستشفى كمال عدوان والتأكد من حصولهم على كل ما يحتاجون إليه". صرح هاني: "لقد أبطأ أخي التطهير العرقي في شمال غزة، ولهذا السبب تم اغتياله".
وقد قامت الأونروا في الولايات المتحدة الأمريكية وسلسلة مطاعم آيات في مدينة نيويورك وليلى الحداد بتكريم محمود على وسائل التواصل الاجتماعي. وقد نشرت صحف ذا نيشن وقناة الجزيرة الإنجليزية وإلى الأمام مقالات أخرى تكريمًا لمحمود.